# José Montilla
José Montilla Aguilera (ur. 15 stycznia 1955 w Iznájarze) – hiszpański i kataloński polityk oraz samorządowiec, lider Partii Socjalistów Katalonii (PSC), parlamentarzysta, w latach 2004–2006 minister przemysłu, turystyki i handlu, od 2006 do 2010 przewodniczący Generalitat de Catalunya.

## Życiorys
W młodości przeprowadził się z rodzinnej Andaluzji do Katalonii. Kształcił się na Uniwersytecie Barcelońskim w zakresie prawa i ekonomii, nie kończąc studiów. Działał w lewicowych ugrupowaniach, po czym dołączył do Partii Socjalistów Katalonii, która stała się regionalnym oddziałem Hiszpańskiej Socjalistycznej Partii Robotniczej (PSOE). W 1978 wstąpił również do związku zawodowego Unión General de Trabajadores.
Od 1979 był radnym w Sant Joan Despí, pełnił funkcję zastępcy alkada do spraw finansów. W 1983 został członkiem władz miejskich Cornellà de Llobregat, od 1985 do 2004 zajmował stanowisko burmistrza tej miejscowości. W międzyczasie był również członkiem Diputació de Barcelona, organu zarządzającego prowincją Barcelona. W ramach tego gremium pełnił funkcję wiceprzewodniczącego, a w latach 2003–2004 przewodniczącego.
Awansował także w strukturze partyjnej, był sekretarzem PSC ds. organizacyjnych (1994–2000), a następnie do 2011 pierwszym sekretarzem tego ugrupowania. W 2004 uzyskał mandat posła do Kongresu Deputowanych VIII kadencji.
W kwietniu 2004 objął urząd ministra przemysłu, turystyki i handlu w pierwszym rządzie José Luisa Rodrígueza Zapatero. Sprawował go do września 2006. Ustąpił w związku z kampanią wyborczą w Katalonii. W wyborach został wówczas wybrany do regionalnego parlamentu. W listopadzie 2006 został powołany na nowego przewodniczącego katalońskiego rządu, którym kierował do grudnia 2010. W 2011, po wyborczej porażce socjalistów w wyborach regionalnych w 2010, ustąpił z funkcji pierwszego sekretarza PSC.
Również w 2011 został desygnowany w przez kataloński parlament w skład hiszpańskiego Senatu.